# História do telefone celular
A história do telefone celular(pt-BR) ou do telemóvel(pt-PT?)começa nas primeiras décadas do século XX.

## Primórdios
A partir de 1918, o sistema ferroviário testou a telefonia móvel nos trens militares da ferrovia entre a cidade de Berlim e o distrito de Zossen (Teltow-Fläming). Em 1924, começaram os testes particulares de ligações telefônicas em trens, no trajeto entre as cidades de Berlim e Hamburgo. Em 1925, foi fundada a empresa Zugtelephonie AG, que forneceria os equipamentos aos trens, e, em 1926, foi aprovado o serviço telefônico nos trens da Deutsche Reichsbahn e do Reichspost (serviço alemão de correios) na linha Hamburgo-Berlim, a ser oferecido aos viajantes da 1ª classe.
Ligações eram feitas para fins militares durante a Segunda Guerra Mundial. Transceptores de rádio portáteis existem desde a década de 1940, quando os telefones celulares para automóveis passaram a ser oferecidos por algumas empresas de telefonia. Devido os primeiros aparelhos serem volumosos e consumirem muita energia, a rede suportava apenas poucas conversas simultâneas.
Em 1947, nos Laboratórios Bell, nos Estados Unidos, foi desenvolvido um sistema telefônico de alta capacidade, interligado por diversas antenas, sendo que cada era considerada como uma célula, originando o termo "celular". Joel Engel, um dos directores da empresa, levantou o auscultador e ouviu do outro lado da linha a voz do canadiano Martin Cooper.

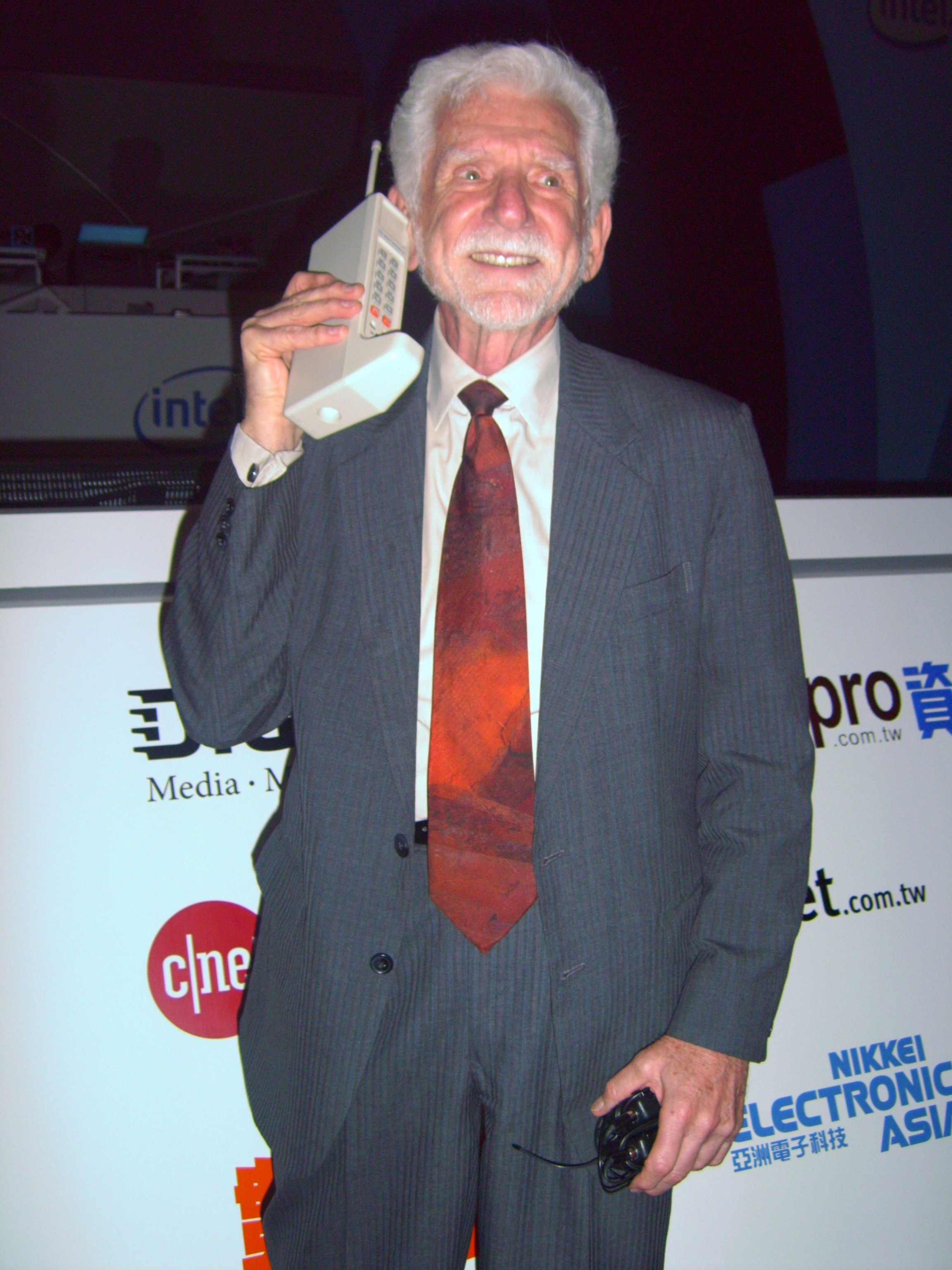
Martin Cooper e um Motorola DynaTAC 8000X em 2007.

Em 1956, a empresa sueca Ericsson desenvolveu seu primeiro celular, denominado Ericsson Mobilie Telephony A - MTA. Este pesava cerca de 40 kg e, foi desenvolvido para ser instalado em porta malas de carros.
Entre 1955 e 1973, na antiga União Soviética (URSS), Leonid Kupriyanovich, um engenheiro de Moscou, desenvolveu e apresentou uma série de modelos experimentais de telefones celulares portáteis. O primeiro em 1955, tinha alcance de cerca de 1,5 km e pesava 1,2 kg (o peso de um modelo apresentado em 1961, era de apenas 70 g e cabia na palma da mão). Em 1958, a União Soviética também iniciou o desenvolvimento do "Altay", serviço nacional de telefonia móvel civil para carros, com base no padrão soviético MRT-1327. Os principais desenvolvedores do sistema Altay foram o VNIIS e o GSPI. O sistema de telefone pesava 11 kg e era colocado no porta-malas dos veículos de altos funcionários, que usavam um aparelho padrão no compartimento de passageiros. Em 1963, esse serviço foi iniciado em Moscou; em 1970, o Altay já era utilizado em 30 cidades da URSS. As últimas versões do Altay ainda são usadas em alguns lugares da Rússia, como  sistema de trunking. Em 1965, na exposição internacional Inforga-65, em Moscou, a empresa búlgara "Radioelektronika" apresentou o telefone móvel automático combinado com uma estação base. As soluções usadas para esse telefone basearam-snum sistema desenvolvido por Kupriyanovich. Uma estação de base, ligada a uma linha de telefone, podia servir a até 15 clientes.
A empresa americana Motorola também desenvolveu seu modelo de celular e, em abril de 1973, em Nova York, apresentou o modelo Motorola DynaTAC 8000X. Este, muito prosaico, tinha 25 cm de comprimento e 7 cm de largura, além de pesar cerca de 1 quilo. Com este modelo, ocorreu a histórica ligação feita por Martin Cooper, diretor de sistemas de operações da Motorola.  
Em 1979, o telefone celular entrou em operação no Japão e na Suécia; em 1983, a companhia AT&T implantou nos Estados Unidos, criou uma tecnologia específica usada pela primeira vez na cidade de Chicago (Illinois).
Em 1984, iníciou no Brasil à análise dos sistemas de telefonia celular, foi escolhido o padrão americano analógico chamado de Sistema Avançado de Telefonia Móvel - AMPS, sendo implantado oficialmente somente em dezembro de 1992 no estado do Rio Grande do Sul.
Em Portugal, o telemóvel começou a ser implantado na década de 1980. Em 1989, estavam registados aproximadamente dois mil clientes deste serviço, que funcionava através de uma rede analógica. À época, quase sempre instalados no carro, estavam praticamente reservados à classe política e empresarial, com valores que variavam entre os 3 000 e 5 000 euros.

## No mundo
Em 1989, existiam 4 milhões de assinantes do serviço móvel em todo o mundo. Em 2009, são 4,6 bilhões, a caminho de 6 bilhões antecipados para 2013. Segundo a União Internacional de Telecomunicações, "o telefone móvel foi a tecnologia mais rapidamente adotada de toda história".[carece de fontes?]

## Avanços
Os assinantes pagavam 20 mil dólares para possuir um sistema de telefonia deste tipo. Nas décadas de 1970 e 1980, países como Japão e Suécia efetivaram tecnologias próprias. Já no final da década de 1980, a tecnologia estava desenvolvida em quase todos os países.[carece de fontes?]